# Liste des bases de données bibliographiques sur l'urbanisme
Cet article fournit une liste des bases de données recensant les documents sur l'urbanisme.
L'urbanisme, discipline récente et en perpétuelle évolution, donne lieu à une abondante littérature (ouvrages, rapports, travaux universitaires, articles de périodiques..).
Les bases de données présentées ici recensent ces travaux et permettent aux professionnels et étudiants du secteur d'en connaître l'existence et le lieu de consultation, voire, dans certains cas de les consulter directement en ligne.

## Bases de données bibliographiques françaises dans le domaine de l’urbanisme, du logement, de l’aménagement du territoire

### Urbamet
Principale base de données bibliographiques française sur l'urbanisme, l'aménagement du territoire, les villes, l'habitat et le logement, l'architecture, les équipements collectifs, les transports, les collectivités locales etc. qui rassemble et diffuse la mémoire de l’aménagement, de l’urbanisme et de l’habitat. Urbamet propose, en 2008, plus de 245 000 références de documents, dont certains sont consultables en texte intégral. Elle couvre principalement la France et l'Europe, les grandes métropoles mondiales et les pays en développement. Le fonds documentaire d'Urbamet est très varié (périodiques, thèses, ouvrages notamment) mais l'une de ses spécificités est la richesse de sa collection de rapports d'études et de recherches. La base s'adresse particulièrement aux urbanistes, élus locaux, architectes et professionnels de l'aménagement, chercheurs et étudiants, bibliothécaires et documentalistes .... Les 2 dernières années de la base sont consultables gratuitement depuis le site de l'association. La totalité de la base est consultable sur abonnement sur le portail Urbadoc.
Créée en 1978, la base s'appuie sur un réseau de coproduction qui rassemble des centres de documentation et des bibliothèques appartenant à plusieurs administrations, universités, collectivités locales, bureaux d'études… et réunit au sein de l’association Urbamet.

### Villes nouvelles
Rassemble des références de documents sur le thème "ville nouvelle" extraites de la base Urbamet. Certains documents sont consultables en texte intégral.

### Développement durable
Signale les documents référencés sur le thème du développement durable dans la base Urbamet. Certains documents sont accessibles en texte intégral.

### Base de données du Centre de documentation de l’urbanisme
CDU (Centre de ressources documentaires sur l’aménagement, le logement et la nature – CRDALN / Ministère de l’Ecologie, de l’Energie, du Développement Durable et de l’Aménagement du Territoire – MEEDDAT
Références bibliographique des documents consultables à la bibliothèque du CDU(plus de 130 000 références).

## Bases de données bibliographiques européennes dans le domaine de l’urbanisme, du logement, de l’aménagement du territoire

### Portail Urbadoc
Produit de l’association européenne Urbandata, il permet, depuis une entrée unique, de consulter plus d’un million de notices bibliographiques de documents (ouvrages, rapports d’études et de recherches, articles de périodiques…) référencés dans les principales bases de données européennes du domaine : Urbamet (France), extraits de Francis et Pascal (France), Acompline et Urbaline (Royaume-Uni), Archinet : Docet, Bibliodata, CNBA (Italie), Urbaterr (Espagne), Orlis (Allemagne) (sur abonnement).